# Marc Broussard
Marc Broussard (Carencro, 14 de janeiro de 1982) é um cantor e compositor estadunidense. Seu estilo musical esta definido como o "Bayou soul", uma mistura de gêneros como soul, blues, R&B e rock, tendo em sua carreira grande influencia da musica sulista americana. Em sua carreira que começou em 2004, aos 22 anos Broussard tem oito álbuns de estúdio, um ao vivo e tres EPs.
Tem como sucessos "Lonely Night In Georgia", "Gavin's Song e "Saying I Love You".